# Birgitta Nordal
Anna Birgitta Nordal, född 9 februari 1916 i Göteborg, död där 2 maj 1990, var en svensk läkare.
Nordal, som var dotter till lektorn och läkaren Gideon Nordal och läroverksadjunkt Ella Hjertstrand, avlade  studentexamen i Göteborg 1934 samt blev medicine kandidat vid Uppsala universitet 1937 och medicine licentiat vid Karolinska Institutet i Stockholm 1945. Hon innehade olika läkarförordnanden 1945–1950, var t.f. underläkare på Sankt Görans sjukhus medicinska avdelning 1951–1955, underläkare på Borås lasaretts psykiatriska avdelning 1957–1963, blev biträdande överläkare där 1963 och var överläkare där 1968–1981. Birgitta Nordal är begravd på Östra kyrkogården i Göteborg.